# Battaglia di Biak
La battaglia di Biak si svolse tra il 27 maggio e il 20 agosto 1944 sull'isola di Biak lungo la costa nord-occidentale della Nuova Guinea, durante i più vasti eventi della campagna della Nuova Guinea occidentale della seconda guerra mondiale.
Sviluppata come grande base aerea dalle truppe dell'Impero giapponese, Biak fu assaltata la mattina del 27 maggio 1944 da una forza d'invasione statunitense al comando del South West Pacific Area; la cattura dei campi di volo di Biak, in particolare, doveva servire ad appoggiare la successiva campagna delle isole Marianne prevista per la metà di giugno. I servizi di intelligence degli Alleati sottostimarono gravemente la consistenza della guarnigione nipponica di Biak, trincerata in profondità nelle caverne e sulle alture che orlavano la costa meridionale dell'isola: invece di una breve battaglia della durata di una decina di giorni, le forze statunitensi rimasero bloccate in una dura campagna protrattasi per i successivi tre mesi.
Il primo tentativo di catturare gli aeroporti di Biak venne respinto da un contrattacco giapponese, e solo il 20 giugno gli statunitensi riuscirono a mettere in sicurezza una delle piste di volo dell'isola; l'eliminazione delle sacche di resistenza nipponiche asserragliate sulle alture richiese ancora più tempo, e solo il 22 luglio la resistenza organizzata giapponese poté dirsi sconfitta. Elementi sbandanti della guarnigione si rifugiarono nelle zone dell'interno, dando luogo a una guerriglia strisciante protrattasi ancora per un mese; solo il 20 agosto l'isola poté essere dichiarata sicura.

## La situazione strategica

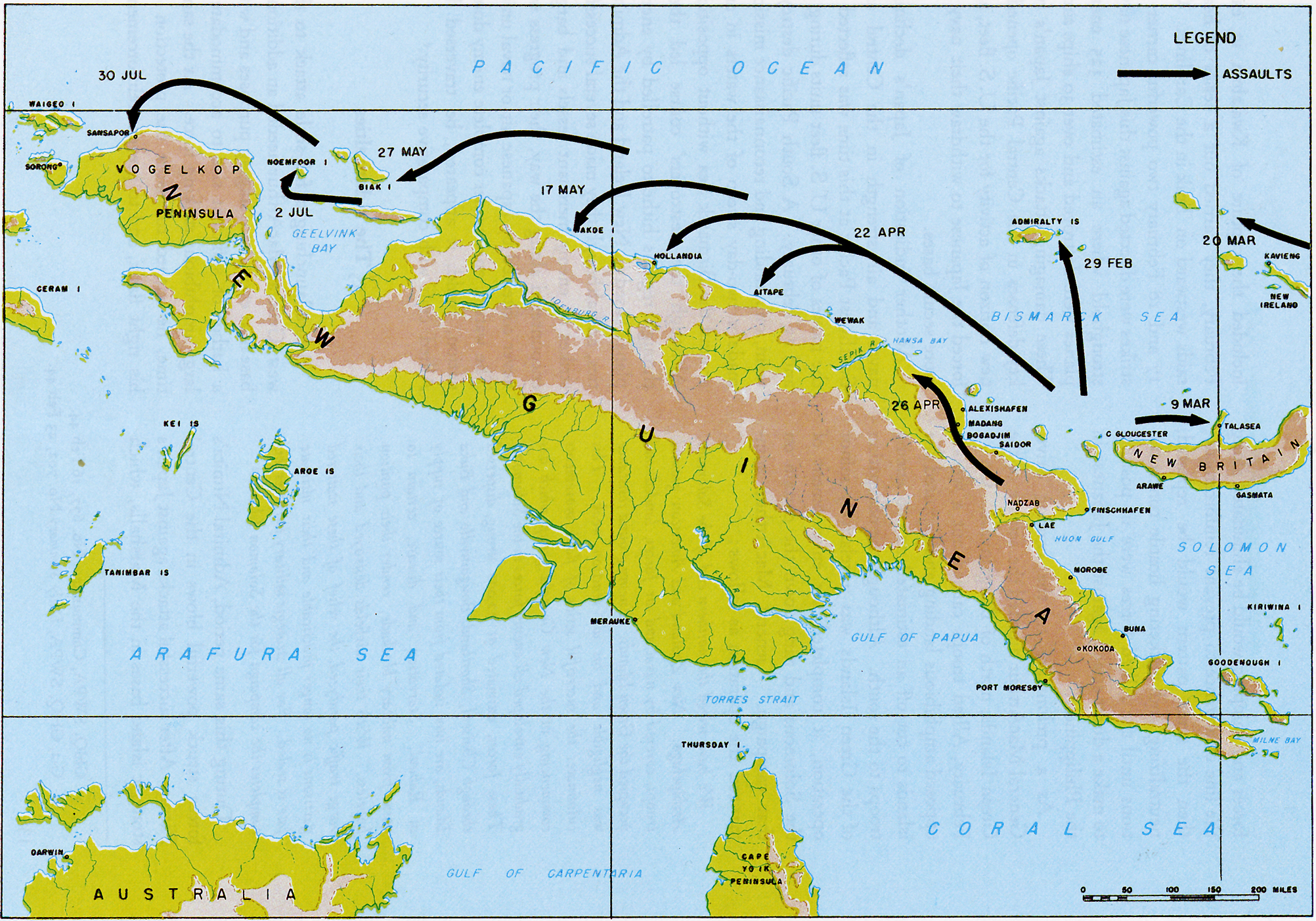
Carta della Nuova Guinea con indicate le direttrici delle offensive degli Alleati tra il febbraio e il luglio 1944

La campagna lanciata, a partire dall'aprile 1944, nella Nuova Guinea occidentale dal comando del South West Pacific Area del generale Douglas MacArthur, preludio all'avanzata generale delle forze degli Alleati alla volta delle Filippine, fu impostata secondo i dettami della ormai collaudata Leapfrogging strategy: invece di assaltare ed espugnare tutte le posizioni più importanti tenute dai giapponesi lungo la costa della Nuova Guinea, gli Alleati avrebbero aggirato la principale linea di resistenza nemica e si sarebbero concentrati nel catturare con assalti anfibi poche località chiave nelle retrovie nipponiche, dove allestire basi aeree e navali da cui supportare la successiva mossa offensiva; il controllo dei cieli e del mare così acquisito avrebbe tagliato fuori dai rifornimenti le truppe giapponesi aggirate dall'avanzata, le quali sarebbero state lasciate avvizzire senza più vettovaglie mentre gli Alleati proseguivano nella loro progressione verso occidente. L'offensiva così concepita si era quindi aperta il 22 aprile 1944 con lo sbarco dei reparti statunitensi a Hollandia: aggirando la concentrazione di truppe giapponesi allestita a Madang e Wewak più a est, gli statunitensi catturarono di sorpresa una delle più importanti basi logistiche nipponiche in Nuova Guinea, facendone subito un punto di appoggio da cui proseguire l'offensiva.
Anche prima che la cattura di Hollandia fosse portata a termine, MacArthur aveva iniziato a guardare alla regione della baia di Geelvink come prossimo obiettivo dell'avanzata. Posta alla base della penisola di Vogelkop (l'estrema propaggine occidentale della Nuova Guinea), la baia era chiusa alla sua imboccatura dall'arcipelago delle isole Schouten: le isole erano un'ottima collocazione per costruirvi le basi aree da cui i bombardieri a lungo raggio potevano supportare ulteriori mosse offensive verso ovest, alla volta della penisola di Vogelkop e dell'arcipelago delle Molucche, e verso nord, alla volta degli arcipelaghi delle isole Caroline e delle isole Marianne nel Pacifico occidentale; questo, in particolare, dopo che il terreno della zona intorno a Hollandia si era rivelato poco adatto alla costruzione in breve tempo di campi di volo per i bombardieri pesanti. Tra le Schouten, l'isola di Biak era quella che attirava di più l'attenzione degli strateghi alleati: Biak era collocata a circa 520 chilometri da nord-ovest di Hollandia, e le vaste aree pianeggianti nel sud dell'isola erano siti ottimali per l'impianto di piste di aviazione, cosa che del resto i giapponesi stessi avevano iniziato a fare già dalla fine del 1943. Inoltre, Biak si trovava a circa 290 chilometri a nord-ovest di Sarmi, località sulla costa settentrionale della Nuova Guinea sede di una importante base di rifornimento giapponese che doveva essere neutralizzata.
Il 10 maggio 1944 MacArthur diede la sua approvazione finale ai piani riguardanti la cattura di Biak, con la data dello sbarco fissata al 27 maggio seguente; visto che Biak era piuttosto lontana dai campi di volo alleati allestiti a Hollandia, dieci giorni prima una forza secondaria avrebbe catturato la piccola isola di Wakde, nelle vicinanze di Sarmi: l'isola ospitava una base aerea giapponese, che una volta catturata sarebbe servita da punto d'appoggio per gli squadroni di cacciabombardieri alleati incaricati di coprire gli sbarchi a Biak. La cattura dei campi di volo di Biak doveva avvenire nel più rapido tempo possibile, in modo che le piste potessero servire da base d'appoggio per i velivoli a lungo raggio incaricati di appoggiare l'imminente invasione statunitense delle Marianne, prevista per la metà di giugno 1944; i pianificatori alleati stimarono del resto che la cattura di Biak avrebbe richiesto una campagna non più lunga di una settimana, visto che le truppe giapponesi dislocate nell'area erano calcolate in non più di 2 000 effettivi.

## Terreno

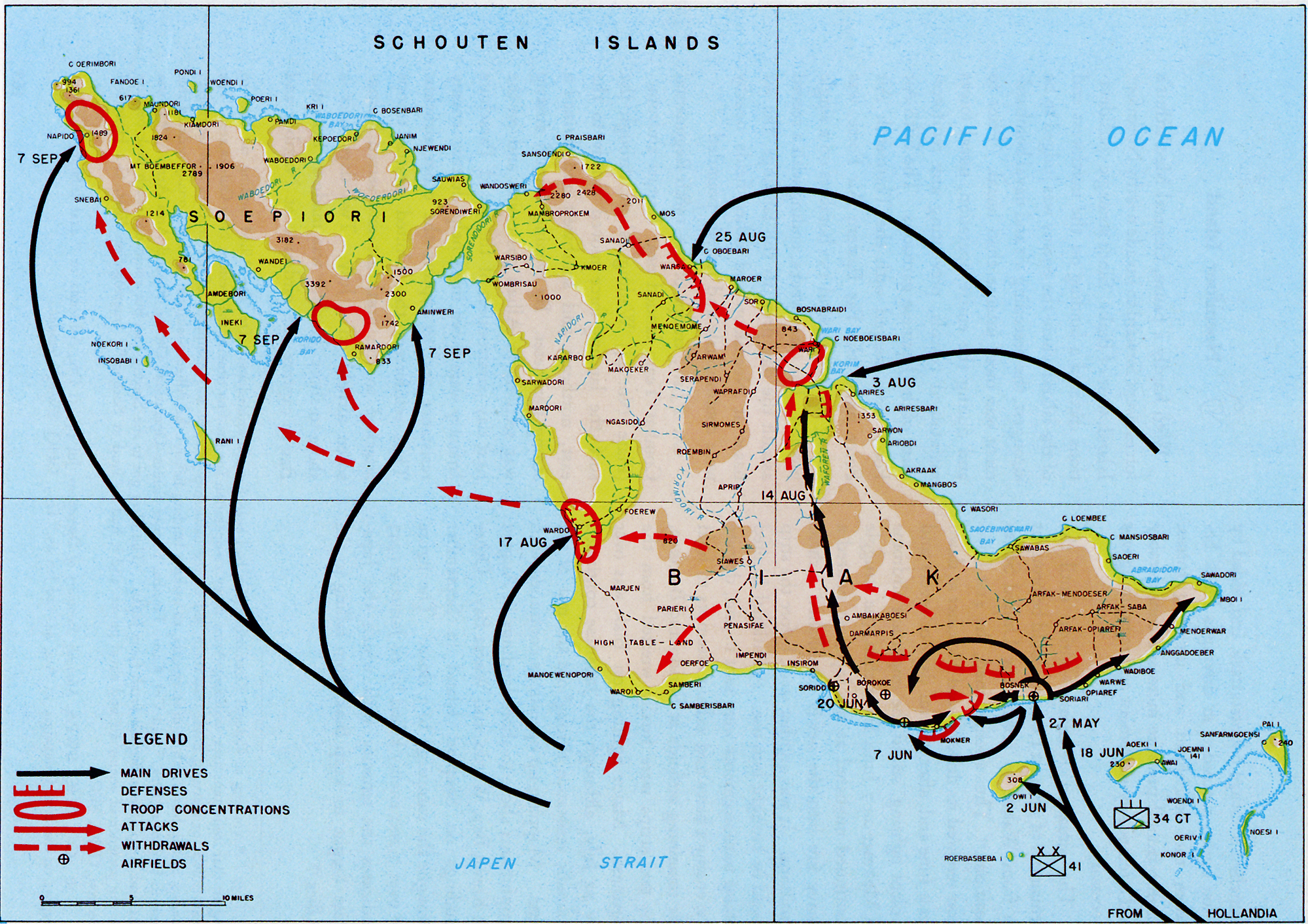
Carta dell'isola di Biak con indicati i movimenti delle forze statunitensi (in nero) e giapponesi (in rosso) durante la battaglia

Biak ricorda vagamente la forma di un triangolo rettangolo, con l'ipotenusa rappresentata dalla costa orientale, il cateto minore da quella meridionale e il cateto maggiore da quella occidentale; nell'angolo nord-occidentale si trova l'isola di Supiori o Soepiori, grande un terzo della stessa Biak e separata da quest'ultima da uno stretto canale non più largo di un ruscello, mentre altri isolotti minori sorgono davanti alla costa sud-orientale. Gran parte dell'entroterra di Biak è tagliato da terrazze, creste e colline coralline ricoperte da una fitta foresta pluviale tropicale, e l'acqua dolce scarseggia perché la maggior parte dei corsi d'acqua scorre attraverso canali sotterranei che drenano anche le precipitazioni più intense che cadono sulla superficie; tanto i giapponesi quanto gli statunitensi dovettero mettere in atto durante la battaglia uno stretto razionamento delle riserve, e considerando il caldo e l'umidità che caratterizzavano la regione la carenza di acqua pretese un pesante pedaggio ai combattenti. In generale l'isola scarseggia di buoni porti, visto che la costa è quasi completamente contornata da una dura barriera corallina; i principali insediamenti di Biak, non più grandi di piccoli villaggi, sorgono sulla costa meridionale, con l'abitato di Bosnek a sud-est come principale sito amministrativo e commerciale dell'isola.
Una cresta corallina alta, impervia e stretta corre come un argine parallelamente alla costa meridionale di Biak a partire da un punto a circa 8 chilometri a est di Bosnek fino all'altezza di Mokmer, un villaggio situato a circa 16 chilometri a ovest di Bosnek; la faccia rivolta al mare della cresta raggiunge elevazioni comprese tra 50 e 75 metri, mentre quella rivolta verso l'entroterra dell'isola si eleva per circa 30 metri. All'altezza di Mokmer la cresta piega verso nord e procede nell'interno dell'isola, andando poi a formare scogliere lungo la costa orientale dell'isola ma lasciando una zona pianeggiante abbastanza vasta a ovest di Mokmer; qui i giapponesi avevano realizzato tre basi aeree: la prima sorgeva nelle immediate vicinanze di Mokmer, mentre la seconda era poco più a ovest presso il villaggio di Sorido e la terza si trovava in mezzo alle altre due nei pressi del villaggio di Borokoe. Un sito per la realizzazione di un quarto aeroporto era stato individuato in un tratto pianeggiante alle spalle del villaggio di Bosnek, dietro la cresta costiera, e quello per una quinta pista in una zona tra Sorido e Borokoe, ma i lavori per la realizzazione di queste basi non erano ancora stati concretamente avviati al momento dell'invasione statunitense.
I siti per uno sbarco anfibio in forze sulla costa di Biak erano pochi e i migliori si trovavano a grossa distanza dagli obiettivi ultimi degli Alleati (le piste di volo giapponesi); si decise quindi di scegliere delle spiagge meno adatte del solito a uno sbarco ma poste più nelle vicinanze degli aeroporti. Scartata la zona vicino a Mokmer perché giudicata come troppo ben difesa, i pianificatori alleati individuarono quattro spiagge favorevoli a uno sbarco, designate come Green 1, 2, 3 e 4, lungo la costa sud-orientale dell'isola presso il villaggio di Bosnek: la ricognizione aerea indicava che le spiagge non erano contornate da scogliere o paludi che potessero rallentare la progressione dei reparti verso l'interno, e che nelle loro vicinanze vi erano due moli che avrebbero potuto facilitare l'accesso alla spiaggia dalle acque profonde poste oltre la barriera corallina di Biak.

## Forze in campo

### Gli Alleati

Cingolati anfibi LVT statunitensi in marcia su una spiaggia durante le operazioni nella Nuova Guinea occidentale

La forza d'assalto incaricata di prendere Biak fu designata come "Hurricane Task Force" e incentrata sulla 41st Infantry Division dell'United States Army, dipendente dal comando della Sixth United States Army statunitense del generale Walter Krueger; il maggior generale Horace H. Fuller, comandante della 41st Division che aveva appena guidato nello sbarco anfibio a Hollandia nell'aprile precedente, guidava l'intera task force. La Hurricane Task Force avrebbe impiegato a Biak due Regimental Combat Team ("gruppo da combattimento reggimentale" o RCT, ovvero un reggimento di fanteria rinforzato con unità addizionali normalmente non presenti nel suo organico), tratti da due dei tre reggimenti della 41st Division: il 162nd e il 186th Infantry Regiment; il terzo reggimento della divisione, il 163rd Infantry Regiment, avrebbe formato l'RCT incaricato dell'assalto anfibio a Wakde. In vista dell'invasione di Biak, la 41st Division venne rinforzata con varie unità addizionali tra cui due battaglioni di artiglieria campale e due di artiglieria antiaerea, una compagnia di mortai pesanti, una compagnia di carri armati M4 Sherman, un reggimento del genio addestrato ai trasporti navali e tre battaglioni del genio aviatorio per il riadattamento dei campi di volo. In totale, la prima ondata di assalto avrebbe compreso circa 12 000 effettivi.
La componente navale dell'operazione era rappresentata dal Task Group 77.2 agli ordini del contrammiraglio statunitense William Fechteler, con insegna sul cacciatorpediniere USS Sampson. La forza d'assalto terrestre sarebbe stata trasportata a riva da una flotta comprendente cinque cacciatorpediniere da trasporto (APD), otto mezzi da sbarco LST, otto LCT e quindici LCI, supportati da una miriade di mezzi più piccoli tra cui mezzi da sbarco LCVP, camion anfibi DUKW e cingolati LVT, scelti in particolare per superare l'ampia barriera corallina che contornava la costa dell'isola. Come ulteriore supporto ai mezzi anfibi vi erano poi quattro cacciasommergibili, tre LCI equipaggiati di lanciarazzi, un LCI con a bordo una squadra dell'Underwater Demolition Team e un rimorchiatore d'altura. La flotta da trasporto sarebbe stata protetta e appoggiata da una forza d'attacco comprendere due incrociatori pesanti, tre incrociatori leggeri e ventuno cacciatorpediniere, organizzati in due task force: la Task Force 74 agli ordini del contrammiraglio britannico Victor Crutchley era incentrata su un gruppo di unità della Royal Australian Navy (gli incrociatori pesanti HMAS Australia e HMAS Shropshire e i cacciatorpediniere HMAS Arunta e HMAS Warramunga) integrato da un paio di cacciatorpediniere statunitensi, mentre la Task Force 75 del contrammiraglio statunitense Russell S. Berkey comprendeva interamente unità della United States Navy (gli incrociatori leggeri USS Phoenix, USS Boise e USS Nashville con la loro scorta di cacciatorpediniere).
Il supporto aereo ravvicinato alla forza d'invasione sarebbe venuto dai velivoli della Fifth Air Force dell'USAAF, sotto il comando del tenente generale George Kenney e operante dalle basi aeree collocate a Hollandia e sull'isola di Wakde da poco conquistate agli stessi giapponesi; supporto aereo strategico venne poi fornito dai bombardieri a lungo raggio della Thirteenth Air Force, come pure da squadriglie di velivoli australiani e olandesi, operanti dalla più distante base di Darwin in Australia.

### I giapponesi
L'intelligence degli Alleati sottostimò grandemente l'ammontare degli effettivi giapponesi su Biak. Dopo la caduta di Hollandia l'alto comando nipponico era perfettamente al corrente che Biak sarebbe stato il prossimo obiettivo dell'offensiva di MacArthur in Nuova Guinea e che pertanto l'isola doveva essere rinforzata e difesa fino all'ultimo uomo, cosa di cui gli stessi Alleati erano edotti grazie all'intercettazione di un messaggio radio avvenuta il 5 maggio. Per quanto le missioni della ricognizione aerea in maggio avessero rivelato un incremento delle attività giapponesi sull'isola e dello sbarco di nuovi materiali, la consistenza della guarnigione rimaneva poco chiara: le nuove stime dell'intelligence statunitense davano un totale di circa 4 400 o 5 000 effettivi giapponesi, di cui solo 2 200 truppe da combattimento propriamente dette; per quanto un rapporto intercettato in aprile rivelasse la richiesta da Biak circa la consegna di razioni per sostenere 10 800 effettivi, si ritenne che questa fosse una proiezione della futura forza effettiva della guarnigione piuttosto che la sua attuale consistenza organica.
In effetti, al momento dello sbarco l'isola era presidiata da circa 11 400 truppe giapponesi sotto il comando del colonnello Naoyuki Kuzume. Dopo la sua occupazione all'inizio del 1942 Biak era stata solo debolmente presidiata dai giapponesi, ma nel dicembre 1943 si era deciso di trasformarla in una importante piazzaforte e base aerea e la guarnigione venne rapidamente rinforzata. Inizialmente, il grosso delle truppe da combattimento (circa 3 400 uomini) provenne dal 222º Reggimento fanteria della 36ª Divisione dell'Esercito imperiale giapponese, un'unità veterana già impegnata in servizio attivo sul fronte cinese, rinforzata con una compagnia di carri armati Type 95 Ha-Go e poi integrata con reparti di artiglieria campale, artiglieria antiaerea, costruzioni e servizi di retrovia per un totale di circa 10 000 effettivi dell'Esercito; subordinata al comando di Kuzume su Biak era anche una piccola forza di guardia della Marina imperiale giapponese sotto il comando del contrammiraglio Sadatoshi Senda, forte di circa 1 400 effettivi per la maggior parte però appartenenti a unità dei servizi scarsamente addestrate al combattimento. Il tenente generale Takazo Numata, capo di stato maggiore della 2ª Armata d'area giapponese, si trovava casualmente su Biak per un giro di ispezione al momento dello sbarco alleato e diresse la battaglia dal lato nipponico fino a quando fu evacuato a Celebes da un idrovolante il 15 giugno, lasciando al solo Kuzume il comando della guarnigione.
A causa dell'estesa linea costiera da presidiare, e basandosi su un corretto apprezzamento di quelli che sarebbero stati gli obiettivi degli invasori, il colonnello Kuzume decise di concentrare le sue difese lontano dalle spiagge: secondo il piano dei giapponesi, agli statunitensi sarebbe stato permesso di sbarcare senza opposizione in modo che potessero avanzare nell'interno e cadere così in una trappola predisposta presso un complesso di grotte posto a ovest del villaggio di Mokmer e a est di Bosnek. Le grotte in questione furono trasformate in una vasta piazzaforte difensiva che dominava l'area intorno al vitale aeroporto di Mokmer, con un gran numero di casematte riempite di fucilieri, armi automatiche, artiglieria e mortai; le grotte erano connesse tra di loro da una serie di tunnel sotterranei, dove erano collocati gli alloggi per la guarnigione e i depositi di munizioni e vettovaglie.
Gli aeroporti di Biak erano stati impiegati come base per i velivoli della 23ª Flottiglia aerea del Servizio aeronautico della Marina imperiale giapponese, la principale unità aviatoria della Marina impegnata nelle operazioni belliche in Nuova Guinea. La 23ª Flottiglia aveva subito perdite tremende durante gli attacchi aerei statunitensi preparatori allo sbarco a Hollandia e, alla metà di maggio, ciò che rimaneva delle sue forze era stato ritirato nella base di Sorong sulla punta della penisola di Vogelkop lasciando a Biak solo qualche apparecchio da ricognizione; al momento dello sbarco statunitense sull'isola, la 23ª Flottiglia poteva radunare una forza da combattimento di appena dodici caccia e sei bombardieri.

## La battaglia

### Lo sbarco

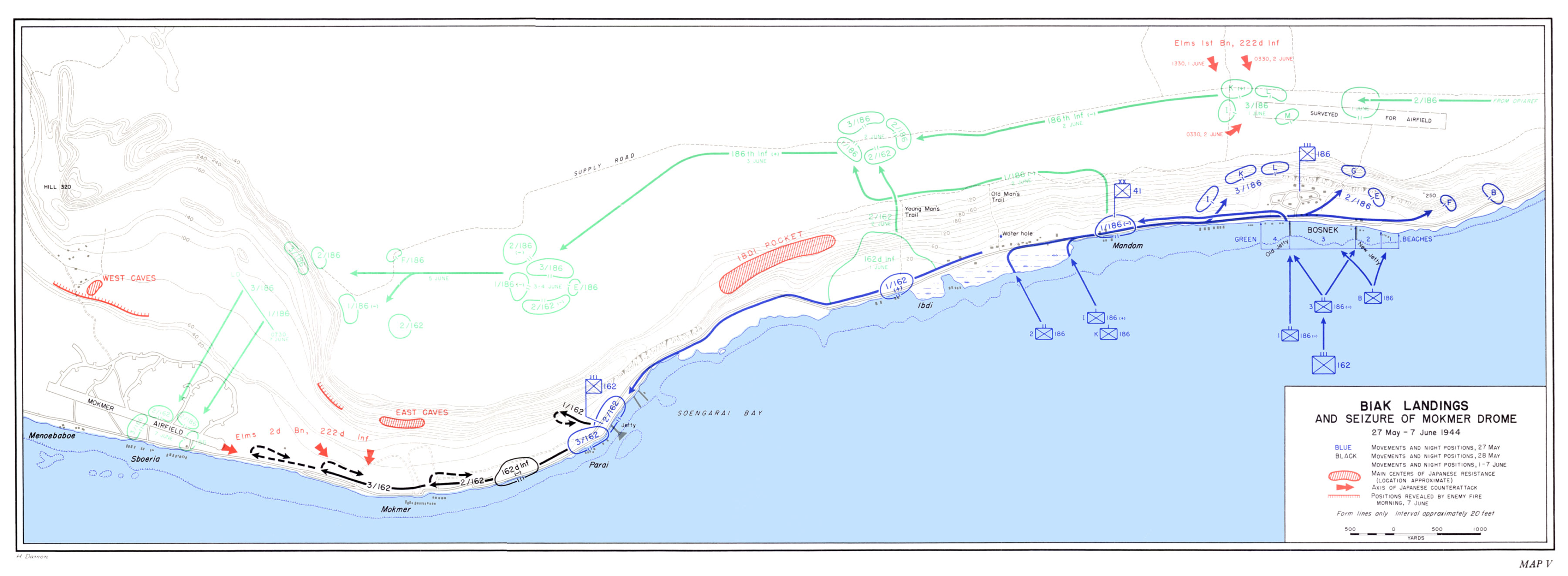
Carta della costa meridionale di Biak, con indicate le direttrici di avanzata delle forze statunitensi tra il 27 maggio e il 7 giugno 1944

Gli attacchi preparatori su Biak da parte delle forze aeree degli Alleati ebbero inizio il 28 aprile, con una serie di incursioni periodiche da parte dei bombardieri pesanti; il 17 maggio una formazione di 100 B-24 Liberator decollata dalla base avanzata di Nadzab nella Nuova Guinea orientale e dai campi di volo nelle isole dell'Ammiragliato colpì durante le installazioni giapponesi a Biak, e da quella data le incursioni dei bombardieri alleati sull'isola e sui campi di volo giapponesi nella vicina penisola di Vogelkop si fecero giornaliere. La flotta d'invasione si riunì nella baia di Humboldt a Hollandia e, dopo sole limitate esercitazioni preparatorie, salpò alla volta di Biak il 25 maggio 1944; nonostante procedesse lungo al rotta più diretta per Biak alla ridotta velocità di 8,5 nodi, la forza alleata non fu rilevata da alcun velivolo da ricognizione giapponese e arrivò in vista dell'isola dopo due giorni di navigazione senza essere stata scoperta.
Gli sbarchi presero vita la mattina del 27 maggio: precedute da un'incursione di bombardieri B-24, dalle 06:30 le navi della forza d'appoggio riversarono un cannoneggiamento preliminare della durata di 45 minuti, ricevendo solo un limitato tiro di risposta da parte dei difensori giapponesi i quali erano stati chiaramente presi di sorpresa. Appoggiato dagli LCI lanciarazzi, il 186th RCT sbarcò per primo a bordo di cingolati LVT e camion anfibi DUKW alle 07:30 sulle spiagge davanti al villaggio di Bosnek: la forte corrente che trascinava via i mezzi e il fumo sollevato dal bombardamento che oscurava le spiagge causarono una certa confusione nelle prime fasi della discesa a terra dei reparti, ma ciò non fu particolarmente gravido di conseguenze per gli statunitensi visto che la resistenza dei giapponesi allo sbarco fu di fatto insignificante. Una volta a terra, il 186th RCT aveva il compito di attestarsi a difesa della testa di ponte e di consolidare in particolare il fianco orientale, mentre il 162nd RCT che lo seguiva doveva avanzare verso ovest alla volta degli aeroporti giapponesi nella zona di Mokmer; vista la poca resistenza incontrata, il comandante del 186th colonnello Oliver P. Newman chiese che le missioni dei due reggimenti venissero scambiate in modo che i suoi uomini potessero lanciarsi subito alla conquista di Mokmer, ma il generale Fuller gli ordinò di attenersi al piano originario. La decisione non fu positiva, visto che ritardò l'avanzata statunitense verso gli aeroporti e diede il tempo ai giapponesi di riorganizzarsi.
Il 162nd RCT sbarcò senza incidenti intorno alle 09:00 e iniziò subito ad avanzare verso ovest alla volta di Mokmer: visto che la resistenza giapponese non appariva affatto tenace, i tre battaglioni dell'unità di incolonnarono lungo la strada costiera preceduti da sei carri armati, distaccando solo una compagnia a protezione del loro fianco destro sul terreno elevato della cresta corallina. Le truppe in marcia sulla strada costiera si imbatterono solo in poche sacche di resistenza giapponese che furono schiacciate dal fuoco dei carri e degli LCI lanciarazzi che seguivano l'avanzata lungo la riva: intorno alle 15:00 il 2º e 3º Battaglione del 162nd avevano messo in sicurezza il villaggio di Parai, circa 2 chilometri a ovest della testa di ponte, con il suo grosso molo di attracco che scavalcava la barriera corallina, mentre il 1º Battaglione era al villaggio di Ibdi più indietro per mantenere i contatti con il 186th; la compagnia distaccata sulla cresta corallina trovò un terreno impervio e ricoperto di vegetazione che rese impossibile ogni avanzata, e rientrò sulla strada costiera per ricongiungersi al resto del reggimento. Entro le 17:15 del primo giorno erano stati portati a terra 12 000 effettivi statunitensi, supportati da 12 carri armati M4 Sherman, 29 pezzi di artiglieria da campagna, 500 veicoli e 3 000 tonnellate di rifornimenti.
Alcuni attacchi su piccola scala ai danni della flotta d'invasione furono tentati nel corso del primo giorno da parte dell'aviazione giapponese: inizialmente questi assalti furono facilmente respinti dal fuoco antiaereo delle navi e dalle pattuglie di caccia alleate, ma nel pomeriggio quattro bombardieri giapponesi scortati da tre o quattro caccia riuscirono a penetrare lo schermo di protezione attorno alle navi della forza anfibia e a lanciare alcune bombe, che tuttavia non esplosero; tutti e quattro i bombardieri nipponici furono abbattuti dal tiro di risposta degli Alleati, mentre il mitragliamento operato dai caccia sulle spiagge causò tre morti e quattordici feriti oltre a danni minori al materiale sbarcato.

### Lo stallo dell'avanzata

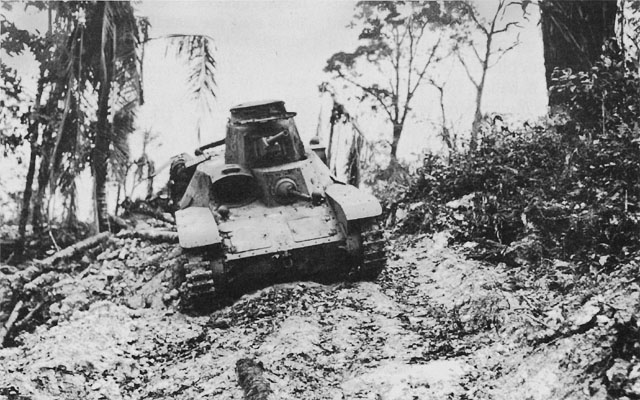
Un carro armato Type 95 Ha-Go giapponese distrutto a Biak

Nella notte tra il 27 e il 28 maggio un piccolo distaccamento giapponese tentò di infiltrarsi attraverso le linee statunitensi a Ibdi, venendo respinto dopo un confuso combattimento anche corpo a corpo nel buio. Il 162nd RCT riprese l'avanzata verso ovest alle 07:30 del 28 maggio, procedendo speditamente di fronte a solo una debole resistenza giapponese; lasciato il 2º Battaglione nella zona di Parai, alle 09:30 il 3º Battaglione aveva preso il villaggio di Mokmer e si era spinto verso ovest di altri 1,5 chilometri alla volta dell'aeroporto, ritrovandosi però bloccato da una concentrazione di fuoco di mitragliatrici e mortai giapponesi proveniente da postazioni nascoste. Le truppe statunitensi sostarono in attesa che la loro artiglieria sloggiasse il nemico dalle sue posizioni, ma alle 10:00 elementi del 222º Reggimento giapponese contrattaccarono frontalmente le posizioni statunitensi a ovest di Mokmer; all'attacco si unirono poi altre truppe giapponesi, attestate in alcune grotte lungo la cresta corallina parallela alla costa e ben coperte dalla fitta vegetazione, pressando gli statunitensi anche sul loro fianco settentrionale. Il contrattacco giapponese innescò una violenta battaglia, proseguita fino al pomeriggio; l'ufficiale di collegamento navale assegnato al 162nd rimase ucciso, rendendo molto difficile per il reggimento chiamare tempestivamente in supporto il fuoco dei cacciatorpediniere e degli LCI lanciarazzi disposti al largo.
Il 3º Battaglione del 162nd dovette rinunciare al terreno conquistato quella mattina e a ripiegare dietro alle posizioni del 2º Battaglione allestite davanti Parai; la notte trascorse tranquilla, ma i giapponesi approfittarono del buio per far affluire altre truppe e alle 07:00 del 29 maggio la battaglia riprese. I giapponesi sferrarono contro le posizioni del 162nd RCT alcuni violenti attacchi appoggiati dalle loro forze corazzate, dando vita alla prima battaglia tra carri armati del teatro bellico del sud-ovest Pacifico: i carri leggeri Type 95 Ha-Go, dotati di un cannone da 37 mm e una debole corazzatura, non avevano però alcuna speranza in uno scontro diretto con i grossi Sherman statunitensi armati di un pezzo da 75 mm, e nel corso di un combattimento durato una mezz'ora sette carri giapponesi finirono distrutti contro un solo corazzato statunitense leggermente danneggiato. Pur senza riuscire a sfondare il perimetro statunitense, la pressione giapponese divenne insostenibile e alle 12:00 il 162nd ricevette il permesso di ripiegare ulteriormente: parte del reggimento fu evacuato dai mezzi anfibi dal molo di Parai, mentre il resto si ritirò con ordine lungo la strada costiera alla volta del villaggio di Ibdi. Pur rivendicando l'uccisione negli scontri di circa 500 giapponesi, le perdite del 162nd RCT tra il 28 e il 29 maggio furono severe, ammontando a 32 morti e 186 feriti.
Anche prima del ripiegamento del 162nd da Parai, il generale Fuller si era reso conto di non avere abbastanza truppe per portare a termine i suoi obiettivi: avanzare oltre Mokmer e Parai non era possibile se prima non veniva messa in sicurezza la cresta calcarea parallela alla costa, e fare ciò non era possibile con le truppe a disposizione visto il pericolo di estendere eccessivamente le linee della testa di ponte; la richiesta di Fuller di nuove truppe fu approvata dal comandante della Sixth Army generale Krueger, che dispose di anticipare il trasferimento a Biak del 163rd RCT ancora schierato nella zona di Wakde. Nel frattempo, tra il 30 e il 31 maggio gli statunitensi si dedicarono a consolidare il perimetro della loro testa di ponte esteso tra Ibdi a ovest e Bosnek a est, oltre a inviare pattuglie da ricognizione per esplorare l'area; si verificarono varie scaramucce con i giapponesi, ma nessuno scontro su vasta scala. Il quartier generale e due dei battaglioni del 163rd RCT sbarcarono su Biak il 31 maggio, e Fuller iniziò a stendere piani per un nuovo attacco alla volta di Mokmer.

### La battaglia per l'aeroporto

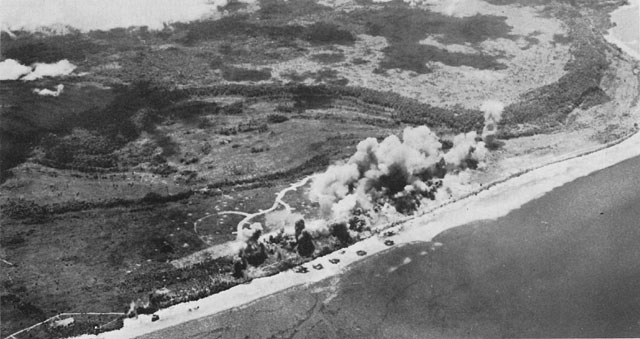
L'aeroporto di Mokmer visto dall'alto mentre viene bombardato dai velivoli alleati

Lasciate le compagnie del 163rd a presidiare il perimetro, la mattina del 1º giugno il 186th RCT uscì da Bosnek e avanzò sul terreno elevato a nord del villaggio; si verificarono scontri con alcuni reparti nipponici, ma a sera il reggimento era bene attestato sul sito del progettato campo di volo di Bosnek. Nelle prime ore del 2 giugno un contrattacco giapponese si abbatté sulle posizioni del 186th RCT, dando luogo a un altro duro scontro anche corpo a corpo nel buio: l'attacco fu infine respinto con almeno 86 corpi di soldati nipponici lasciati all'interno delle linee statunitensi, mentre il 186th dovette lamentare tre morti e otto feriti. La mattina del 2 giugno il 186th RCT riprese quindi l'avanzata dirigendo verso ovest attraverso la cresta parallela alla costa: le pattuglie giapponesi incontrate furono rapidamente disperse dal fuoco dei carri e dell'artiglieria d'appoggio, ma il ritmo dell'avanzata era rallentato dalla necessità di migliorare le poche piste transitabili che attraversavano la regione, compito che ricadde sui genieri. Nel pomeriggio, comunque, il 186th era arrivato più o meno alla stessa altezza delle posizioni del 162nd RCT a Ibdi più a sud: risalendo la cresta da sud e forzando la dura resistenza delle postazioni difensive giapponesi, alle 15:00 di quello stesso 2 giugno alcune compagnie del 162nd stabilirono un contatto con il 186th RCT sulla cresta.
Rinforzato da un battaglione distaccato dal 162nd, il 186th RCT riprese l'avanzata verso Mokmer il 3 giugno. Il ritmo dell'avanzata fu molto lento: la strada che correva sopra l'altopiano si deteriorò in un semplice sentiero, la fitta vegetazione limitava la visibilità a dieci metri e nessun punto di riferimento poteva essere avvistato dalla pianura interna; i rifornimenti dalla testa di ponte, in particolare quelli di acqua di cui vi era disperato bisogno, arrivavano con estrema lentezza, e parte delle truppe del 186th dovette essere impiegata come portatori per sostenere le altre sottounità del reggimento. In compenso, la resistenza giapponese all'avanzata fu molto blanda: dopo le pesanti perdite umane riportate nei contrattacchi dei giorni precedenti, Kuzume aveva deciso di far ripiegare le sue forze nelle postazioni fortificate in caverna che contornavano l'aeroporto di Mokmer, trincerandosi a difesa.

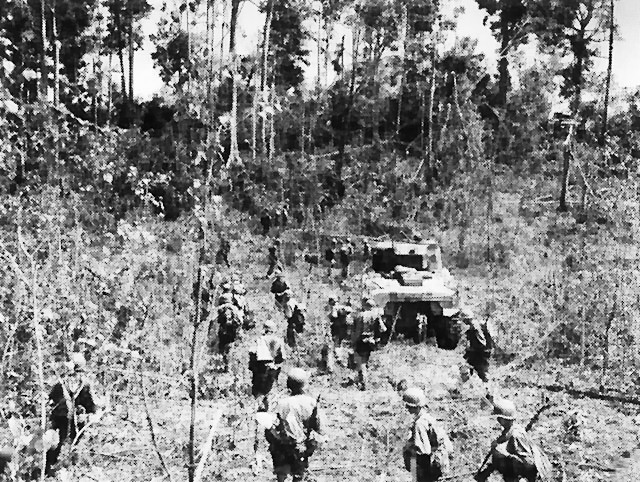
Fanti statunitensi appoggiati da un carro armato Sherman avanzano nella boscaglia di Biak

Sottoposto a forti pressioni da Krueger perché le sue forze si impadronissero al più presto di almeno una pista di aviazione a Biak, il generale Fuller insistette per aumentare la spinta dell'offensiva, ma il 186th RCT fu in grado di lanciare un attacco coordinato in direzione di Mokmer solo il 7 giugno, dopo aver passato i giorni precedenti ad ammassare rifornimenti e a cercare una pista praticabile che portasse all'aeroporto. Preceduti da bombardamenti aerei e di artiglieria, due battaglioni del 186th RCT scesero alle 07:30 dalla cresta procedendo verso sud-ovest e un'ora più tardi avevano superato l'aeroporto di Mokmer e raggiunto la costa, seguiti alle 09:30 dal battaglione del 162nd RCT aggregato al reggimento che diresse verso est alla volta dell'abitato di Mokmer. Non fu incontrata alcuna resistenza durante questa avanzata ma, mentre gli statunitensi stazionavano nella zona attorno a Mokmer, alle 09:45 i giapponesi iniziarono a riversare ai loro danni un improvviso e violentissimo torrente di fuoco d'artiglieria, di mortai e di armi automatiche dalle loro posizioni ben mimetizzate a nord ed est dell'aeroporto; praticamente tutta l'artiglieria della Hurricane Task Force fu chiamata in appoggio ai reparti statunitensi, dando luogo a una violenta battaglia proseguita per quattro ore. La sera del 7 giugno, tuttavia, il 186th RCT aveva consolidato la sua presa sull'aeroporto di Mokmer.
Il rifornimento del 186th attraverso l'impervia strada interna stava diventando impossibile, anche per via della minaccia portata da pattuglie giapponesi infiltrate nelle linee statunitensi; nonostante il violento fuoco delle armi giapponesi nascoste nelle grotte sopra l'aeroporto, nel pomeriggio del 7 giugno alcuni mezzi da sbarco riuscirono ad avvicinarsi alla costa davanti Mokmer e a portare a terra alcuni rifornimenti e un pugno di carri armati: gli Sherman si rivelarono poi molto utili nel neutralizzare le postazioni giapponesi che ancora contrastavano il 186th RCT attorno all'aeroporto. A partire dall'8 giugno gli statunitensi iniziarono a espandere il loro controllo della zona attorno all'aeroporto di Mokmer, ma due sacche di resistenza giapponesi rimaste isolate sul terreno elevato a nord di Ibdi e nelle grotte tra Parai e Mokmer continuavano a ostacolare il ricongiungimento del 186th con il 162nd in avanzata lungo la strada costiera; la zona dell'aeroporto era poi soggetta al fuoco intermittente dei mortai e dell'artiglieria nipponica, rendendo impossibile per i genieri approntare la pista per ricevere i velivoli alleati. Dopo aver rioccupato Parai nel pomeriggio del 7 giugno con un attacco congiunto da terra e dal mare e aver aggirato la sacca giapponese a nord di Ibdi, il 162nd RCT intraprese una lenta avanzata verso ovest ostacolato dai campi minati e dal fuoco delle postazioni giapponesi nascoste nelle grotte sopra Mokmer; solo alle 13:30 del 9 giugno il 162nd RCT riuscì a stabilire un contatto con il 186th RCT all'aeroporto di Mokmer.

### Cambio nel comando
L'11 giugno i due RCT lanciarono un attacco congiunto contro le postazioni giapponesi nascoste sulle alture a nord dell'aeroporto; circa 600-700 giapponesi erano ben trincerati nella zona, e gli statunitensi dovettero snidarli uno per uno dalle loro postazioni fortificate. Dopo due giorni di duri scontri gli statunitensi avevano distrutto abbastanza postazioni giapponesi da permettere ai genieri di rimettere in sesto la pista dell'aeroporto, e i primi velivoli leggeri da ricognizione atterrarono a Mokmer la sera del 13 giugno; la pista continuava però a essere soggetta al fuoco a lunga distanza dell'artiglieria nipponica, e fu quindi dichiarata come non sicura per gli aerei di maggior dimensione. Le postazioni giapponesi a nord-ovest di Mokmer, denominate dagli statunitensi West Caves ("Grotte occidentali"), comprendevano il complesso di caverne dove aveva sede il quartier generale del colonnello Kuzume, e furono quindi strenuamente difese: l'assalto lanciato al complesso la mattina del 14 giugno dal 162nd RCT fu ributtato indietro quella sera da un violento contrattacco dei giapponesi, e l'azione si prolungò la mattina del 15 giugno in una controffensiva generale dei nipponici ai danni tanto del 162nd che del 186th RCT che lo appoggiava sulla sinistra. La battaglia, che vide l'impiego da parte dei giapponesi degli ultimi carri armati disponibili finiti però ben presto distrutti, infuriò per tutto il giorno: pur aprendo un varco tra i due reggimenti l'attacco giapponese non riuscì a sfondare, anche se lasciò i reparti statunitensi inchiodati sulle loro posizioni.
La situazione a Biak stava contrariando l'alto comando alleato. Il 15 giugno le forze statunitensi avevano dato il via al pianificato attacco anfibio alle isole Marianne, ma per quella data nessun velivolo era ancora in grado di appoggiare l'azione decollando da Biak visto che l'aeroporto di Mokmer era ancora nel raggio di tiro dell'artiglieria nipponica; alla ricerca di un sito alternativo, il 2 giugno Fuller aveva fatto occupare il piccolo isolotto di Owi al largo della costa sud-orientale di Biak, ma la pista allestita dai genieri iniziò a ospitare i primi caccia a lungo raggio Lockheed P-38 Lightning solo a partire dal 17 giugno. La lentezza dell'avanzata e le difficoltà nell'eliminare le sacche di resistenza nipponica attirarono sempre più critiche sull'operato di Fuller presso il comando della Sixth Army; il fatto che, a una settimana dalla sua cattura, l'aeroporto di Mokmer non potesse ancora essere sfruttato a pieno rappresentò infine il culmine delle critiche all'operato del comandante della Hurricane Task Force. Il 14 giugno Krueger nominò il generale Robert L. Eichelberger nuovo comandante della Task Force, lasciando Fuller alla sola guida della 41st Division sotto di lui; contemporaneamente, Krueger dispose il trasferimento a Biak come rinforzo di un RCT tratto dal 34th Infantry Regiment della 24th Infantry Division.
Eichelberger arrivò a Biak la mattina del 15 giugno, trovando un Fuller piuttosto avvilito per un cambio di comando che riteneva ingeneroso e ingiustificato. Nonostante le insistenze di Eichelberger perché rimanesse, Fuller chiese e ottenne infine di essere sollevato dal comando della 41st Division e sostituito dal generale di brigata Jens A. Doe; lasciata Biak il 18 giugno, Fuller assunse poi un incarico di stato maggiore presso il South East Asia Command e non comandò più truppe in battaglia.

### I tentativi di rinforzare la guarnigione

#### La prima missione KON

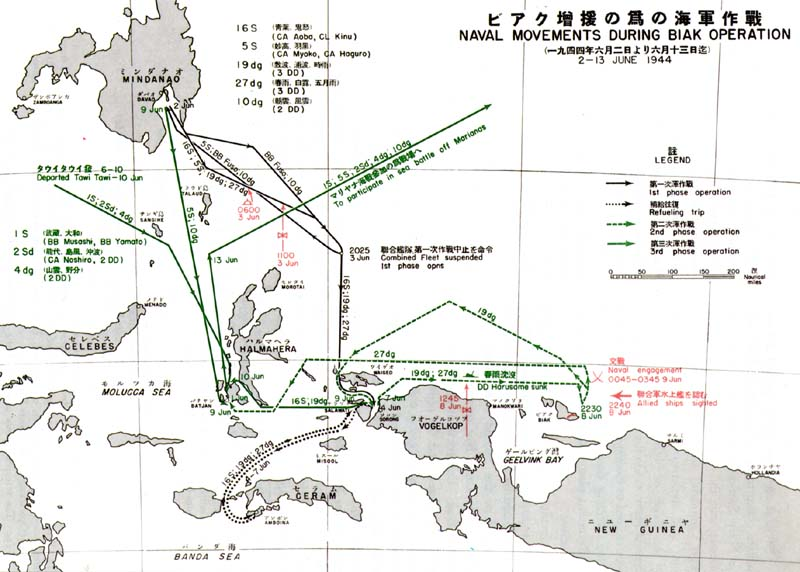
Carta della regione tra la Nuova Guinea e le Filippine con indicati i movimenti navali giapponesi tra il 2 e il 13 giugno 1944

Dopo il successo dell'attacco anfibio degli Alleati a Hollandia, il 9 maggio 1944 l'alto comando imperiale giapponese aveva ordinato di arretrare il principale fronte di resistenza nipponico nel sud-ovest Pacifico lungo una linea che andava da Sorong sulla penisola di Vogelkop a Halmahera nelle Molucche più a nord; avamposti come Wakde e Biak furono esclusi dalla nuova linea difensiva, e per quanto le guarnigioni su di essi vennero mantenute con l'ordine di difendersi fino all'ultimo uomo fu messo in chiaro che, in caso di massiccio attacco nemico, queste sarebbero state abbandonate la loro destino senza essere rinforzate. Dopo le pesanti perdite in navi e aerei accusate tra il 1942 e il 1943 durante la lunga e impegnativa campagna delle isole Salomone, la Marina imperiale aveva passato mesi a ricostruire pazientemente la sua forza da combattimento di prima linea, ora riunita nella 1ª Flotta mobile dell'ammiraglio Jisaburō Ozawa: lo scopo di questa forza era quello di prepararsi a contrastare l'attesa grande offensiva statunitense lanciata in direzione del Giappone attraverso il Pacifico centrale, i cui prodromi si erano avuti già a cavallo tra la fine del 1943 e l'inizio del 1944 con la campagna delle isole Gilbert e Marshall. Per quanto non vi fossero certezze sugli obiettivi dell'attacco, si riteneva più che probabile che esso sarebbe stato diretto verso l'arcipelago delle Marianne, la cui perdita era ritenuta potenzialmente capace di causare la sconfitta del Giappone nella guerra; navi e aerei erano quindi conservati in vista della grande battaglia decisiva che sarebbe stata combattuta al largo delle Marianne e, di conseguenza, la Marina dispose che il contrasto ad attacchi statunitensi a Biak o Wakde sarebbe stato portato unicamente dai pochi velivoli rimasti alla 23ª Flottiglia aerea a Sorong.
Quando, il 27 maggio, i primi reparti statunitensi misero piede a Biak, tuttavia, l'alto comando nipponico riconsiderò le sue decisioni riguardo alla difesa dell'isola: la tanto attesa offensiva verso le Marianne non si era ancora manifestata e la perdita dei campi di volo di Biak a favore degli Alleati poteva in effetti ritorcersi contro le difese giapponesi dell'arcipelago. Il 28 la Marina dispose il trasferimento in rinforzo della 23ª Flottiglia di un contingente aereo comprendete tra i 90 e i 150 apparecchi, in maggioranza velivoli distaccati a terra dalle portaerei della flotta di Ozawa: non è chiaro quanti di questi apparecchi abbiano effettivamente raggiunto la base di Sorong, e la loro partecipazione alla battaglia fu comunque limitata dal fatto che la gran parte dei loro equipaggi cadde vittima delle malattie tropicali che infestavano la zona. In aggiunta, la Marina diede il suo consenso a impiegare parte delle unità della 1ª Flotta mobile per proteggere l'invio di truppe di rinforzo a Biak dalle Filippine: i rinforzi erano rappresentati dalla 2ª Brigata anfibia dell'Esercito imperiale, inviata a Manila dal Giappone all'inizio di maggio e quindi spostata nella base avanzata di Zamboanga nel sud delle Filippine. Inoltre, la 35ª Divisione dislocata a Sorong ricevette l'ordine di inviare a Biak qualche compagnia di fanteria tramite chiatte e barconi.
Sotto il nome in codice di "operazione KON", il primo tentativo giapponese di rinforzare Biak prese il via il 31 maggio, quando un gruppo navale comprendente l'incrociatore pesante Aoba, l'incrociatore leggero Kinu e tre cacciatorpediniere lasciò Zamboanga con a bordo 1 700 effettivi della 2ª Brigata anfibia diretti a Biak; una seconda formazione comprendente due posamine, due cacciasommergibili e varie unità da trasporto con a bordo altri 800 soldati della brigata doveva prepararsi a seguire la prima formazione. Le unità da trasporto erano scortate da due gruppi navali comprendenti la nave da battaglia Fuso, gli incrociatori pesanti Myoko e Haguro e sei cacciatorpediniere, incaricati anche di bombardare la testa di ponte statunitense a Biak e attaccare le navi nemiche sorprese in zona; il contrammiraglio Naomasa Sakonju, con insegna sull'Aoba, guidava l'operazione.
Per coprire il movimento delle navi di Sakonju, nel pomeriggio del 2 giugno la 23ª Flottiglia impiegò tra undici e quindici velivoli in un attacco alla testa di ponte statunitense a Biak, seguiti da attacchi intermittenti per tutto il giorno da parte di una forza di circa 50 apparecchi, in maggioranza caccia o bombardieri in picchiata: furono inflitti pochi danni e sette o otto aerei vennero abbattuti dall'artiglieria alleata. Nella notte tra il 2 e il 3 giugno, e poi ancora la notte seguente, alcuni apparecchi giapponesi attaccarono la pista di volo in costruzione sull'isolotto di Owi, senza causare danni significativi. Più successo ebbe un'incursione lanciata nel pomeriggio del 5 giugno da un gruppo di bombardieri in picchiata contro le navi al largo di Biak: una bomba caduta nelle vicinanze causò gravi danni allo scafo dell'incrociatore Nashville, che dovette lasciare la zona di operazioni per le riparazioni; danni minori furono poi inflitti all'incrociatore Phoenix, che tuttavia rimase in squadra. La forza navale giapponese aveva in progetto di arrivare a Biak la sera del 4 giugno, ma già il 1º giugno era stata avvistata da velivoli e sommergibili statunitensi, iniziando quindi a essere costantemente pedinata dai ricognitori a lungo raggio a partire dal 3 giugno; dopo preoccupanti rapporti della ricognizione che segnalavano la presenza di portaerei statunitensi nelle acque davanti Biak (in realtà del tutto assenti), la sera del 3 giugno la formazione nipponica fu richiamata quando era ancora a 500 miglia dall'isola: le unità con a bordo le truppe furono inviate a Sorong, mentre le formazioni d'appoggio tornarono indietro a Davao nelle Filippine.

#### La seconda missione KON

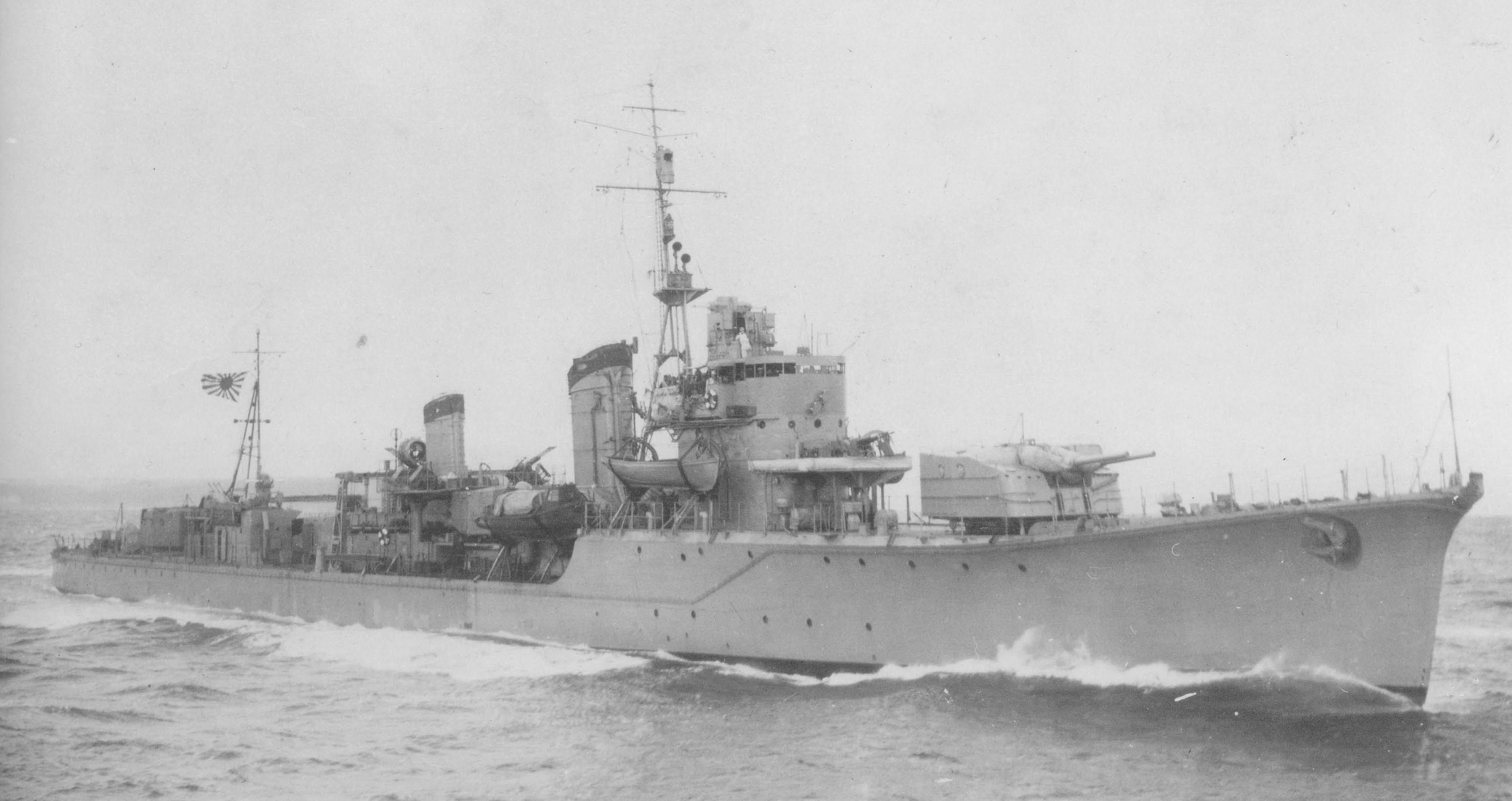
Il cacciatorpediniere Harusame, perduto durante il secondo tentativo giapponese di rinforzare Biak dal mare

Una volta confermato che nessuna portaerei alleata si trovava a Biak, una seconda missione KON fu tentata a partire dalle ultime ore del 7 giugno: tre cacciatorpediniere carichi di 200 soldati lasciarono Sorong scortati da altri tre cacciatorpediniere con a bordo il contrammiraglio Sakonju, con l'appoggio a distanza degli incrociatori Aoba e Kinu incaricati di bombardare nottetempo la testa di ponte statunitense. La mattina dell'8 giugno i cacciatorpediniere giapponesi furono tuttavia localizzati e attaccati dalle forze aeree statunitensi mentre erano in navigazione a nord di Manokwari: bombardieri North American B-25 Mitchell affondarono il cacciatorpediniere Harusame e danneggiarono leggermente altri tre dei suoi compagni, mentre sei apparecchi della 23ª Flottiglia che tentavano di coprire le navi nipponiche furono abbattuti o allontanati dai caccia P-38 statunitensi.
Superato l'attacco, le navi di Sakonju si raggrupparono e continuarono alla volta di Biak, raggiungendo la costa nord dell'isola intorno alle 23:30 dell'8 giugno; qui si imbatterono nelle forze navali alleate: le unità da combattimento erano state riorganizzate in una task force congiunta agi ordini del contrammiraglio Crutchley, comprendente gli incrociatori Australia, Phoenix e Boise, due cacciatorpediniere australiani e otto cacciatorpediniere statunitensi. All'incontro tra le due formazioni seguì un'azione piuttosto confusa condotta in piena notte: superato in potenza di fuoco, Sakonju ordinò subito alle sue navi di invertire la rotta e ritirarsi, venendo inseguito fino alle 02:30 dai cacciatorpediniere alleati che facevano fuoco dalla distanza con i loro cannoni; il cacciatorpediniere Shiratsuyu fu raggiunto da un colpo, ma riuscì a sganciarsi con il resto della formazione. Dopo essersi ricongiunti ai due incrociatori, i cacciatorpediniere di Sakonju riportarono le truppe imbarcate a Sorong e diressero quindi per l'isola di Batjan nelle Molucche dove arrivarono il 10 giugno.
Il 9 giugno i ricognitori a lungo raggio avevano segnalato all'alto comando giapponese la partenza di una grossa flotta statunitense dalle basi nelle isole Marshall, cosa che spinse ad annullare il trasferimento di ulteriori risorse aeree in Nuova Guinea e anzi a richiamare i rinforzi inviati a sostegno della 23ª Flottiglia; in mancanza di ulteriori informazioni sull'obiettivo degli statunitensi, il comando giapponese decise tuttavia di tentare una terza missione KON trasferendo ulteriori unità in rinforzo alle navi di Sakonju a Batjan. Già la mattina dell'8 giugno una formazione comprendente gli incrociatori Myoko e Haguro e due cacciatorpediniere lasciò Davao per andare a supportare le operazioni a Biak, cadendo però nell'agguato del sommergibile USS Hake poco fuori dal porto: il cacciatorpediniere Kazagumo affondò dopo essere stato centrato da un siluro, ma il resto della formazione raggiunse Batjan l'11 giugno seguente. Nel frattempo, il 10 giugno aveva lasciato l'ancoraggio di Tawi-Tawi nelle Filippine una formazione navale che riuniva le due gigantesche navi da battaglia Yamato e Musashi, l'incrociatore leggero Noshiro e sei cacciatorpediniere; la formazione, agli ordini del viceammiraglio Matome Ugaki, raggiunse Batjan il 12 giugno. Non è del tutto chiaro come si sarebbe dovuta svolgere la terza missione KON, visto che essa fu ben presto accantonata: l'11 giugno le portaerei statunitensi avevano dato il via a una massiccia campagna di attacchi alle basi giapponesi nelle Marianne, e due giorni più tardi l'alto comando nipponico si era reso conto che questi erano i prodromi all'attesa invasione dell'arcipelago. Il 13 giugno le navi riunite a Batjan ricevettero l'ordine di dirigere a tutta forza per le Palau a nord, portando alla cancellazione di ulteriori missioni KON.
Nonostante il fallimento delle missioni KON, alcuni rinforzi giapponesi riuscirono effettivamente a raggiungere le coste di Biak dalla Nuova Guinea, di fatto sfruttando la confusione creata dai movimenti delle unità maggiori per svicolare tramite barconi e naviglio leggero tra le maglie della sorveglianza degli Alleati. Il 30 o il 31 maggio un distaccamento della 35ª Divisione fanteria si trasferì da Manokwari all'isola di Noemfoor, raggiungendo poi la vicina Biak nottetempo in due gruppi distinti il 4 e 10 giugno; un altro gruppo raggiunse Biak da Manokwari attorno al 7 giugno e una forza più consistente si trasferì da Sorong a Noemfoor intorno al 12 giugno, per poi raggiungere Biak in più riprese tra il 13 e il 16. Un altro trasferimento tentato il 20 giugno incappò in una formazione di motosiluranti statunitensi che mandò a picco un barcone carico di truppe e armi pesanti, ma un ultimo gruppo di giapponesi raggiunse Biak il 25 giugno prima che il comando della 2ª Armata d'area in Nuova Guinea, informato della pesante disfatta patita dalla Marina imperiale nella battaglia del Mare delle Filippine al largo delle Marianne, proibisse l'invio di ulteriori rinforzi a Biak; nell'arco di un mese, furono circa 1 200 i militari nipponici che riuscirono ad arrivare in rinforzo alla guarnigione dell'isola.

### La conquista delle West Caves

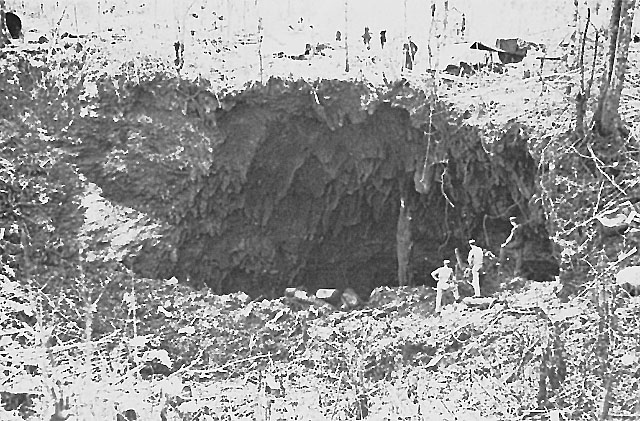
Soldati alleati ispezionano l'entrata principale delle West Caves dopo la battaglia

Dopo che il primo tentativo di occupare il complesso delle West Caves si era risolto in uno stallo, il nuovo comandante della 41st Division Doe decise di sferrare un'offensiva la mattina del 16 giugno impegnando il 186th RCT, meno logorato rispetto al 162nd. Gli attacchi del primo giorno procedettero a rilento ma con un certo successo: venne colmato il varco apertosi tra i due RCT a seguito del contrattacco giapponese del 15 giugno, furono distrutti vari nidi di mitragliatrici nemici appostati sul terreno elevato e fu infine identificato con chiarezza il limite occidentale del complesso fortificato nipponico. L'azione proseguì il 17 giugno, con il 186th RCT che procedette verso nord mentre il 162nd RCT muoveva verso ovest con l'appoggio di carri armati e artiglieria; dopo una giornata di scontri i due reggimenti si ricongiunsero, di fatto accerchiando quasi completamente il complesso fortificato giapponese. Il 18 giugno Eichelberger impose una pausa nelle operazioni per riorganizzare le forze e integrare nello schieramento il 34th RCT, sbarcato a Biak quel giorno e subito avviato al fronte nella zona di Mokmer. L'attacco riprese la mattina del 19 giugno con un massiccio supporto di artiglieria campale: il 186th RCT chiuse l'ultima via di fuga giapponese verso ovest mentre il 162nd RCT iniziava a ridurre l'estensione della sacca tenuta dai giapponesi. L'eliminazione delle postazioni interrate fu problematica, e in vari casi gli statunitensi si ritrovarono a far rotolare barili di carburante nelle grotte per poi incendiarli, nel tentativo di snidare i giapponesi che continuavano a fare fuoco dalla moltitudine di fessure presenti nel terreno; nelle ore notturne, piccoli gruppi di giapponesi uscivano dai loro ripari per lanciare improvvisi contrattacchi alle postazioni statunitensi o sparare qualche colpo di mortaio in direzione dell'aeroporto di Mokmer, per poi rifugiarsi nuovamente sottoterra.
Nella notte tra il 21 e il 22 giugno un grosso gruppo di giapponesi sferrò un attacco alle postazioni del 186th RCT, dando luogo a duri scontri anche corpo a corpo prima di essere annientato dall'intervento dell'artiglieria statunitense. L'attacco rappresentava l'ultima azione della guarnigione giapponese delle West Caves: secondo resoconti statunitensi, riconoscendo la sconfitta imminente il colonnello Kuzume, in una cerimonia davanti al personale del suo quartier generale, nella notte tra il 21 e il 22 giugno aveva bruciato la bandiera del 222º Reggimento fanteria per poi compiere il suicidio rituale dei samurai (seppuku); resoconti giapponesi indicano invece che il colonnello cadde in combattimento o si suicidò alcuni giorni dopo, ma quale che sia stata la sua fine l'ultimo ordine di Kuzume fu che le truppe rimaste nelle West Caves tentassero la fuga ripiegando a nord e ovest. La mattina del 22 giugno il 162nd continuò con la ripulitura delle caverne della zona, imbattendosi ancora in gruppi di giapponesi che furono eliminati; dopo che i genieri ebbero fatto esplodere una carica da 220 chilogrammi di tritolo presso l'entrata principale, alle 15:55 le grotte furono dichiarate sicure. Questa affermazione si rivelò presto prematura, visto che nella notte tra il 22 e il 23 giugno un altro gruppo di giapponesi fu annientato mentre tentava di aprirsi una via di fuga verso ovest attraverso le linee del 186th RCT; di fatto, il 162nd dovette continuare a pattugliare la zona delle West Caves fino al 25 giugno per snidare gli ultimi ostinati giapponesi.
Solo il 27 giugno una pattuglia statunitense riuscì a entrare nei recessi più profondi del complesso, trovandosi davanti uno spettacolo raccapricciante: intere zone delle caverne erano ricoperte di corpi o brandelli di corpi di soldati giapponesi, uccisi dalle cariche esplosive lanciate all'interno dagli statunitensi o dalle detonazioni degli ultimi depositi di munizioni incendiati dai barili di carburante; secondo i rapporti statunitensi, alcuni cadaveri sembravano essere stati oggetto di atti di cannibalismo da parte degli ultimi affamati superstiti della guarnigione. L'annientamento della sacca di resistenza delle West Caves consentì infine agli statunitensi di allontanare le ultime minacce giapponesi all'aeroporto di Mokmer: i lavori dei genieri sulla pista erano ripresi già il 20 giugno dopo sei giorni di interruzione, e il 22 giugno i primi aerei da caccia della Fifth Air Force poterono atterrare a Mokmer; a quasi un mese dall'inizio dell'operazione, l'Hurricane Task Force aveva portato a termine il primo dei suoi obiettivi strategici.

### L'eliminazione delle ultime sacche

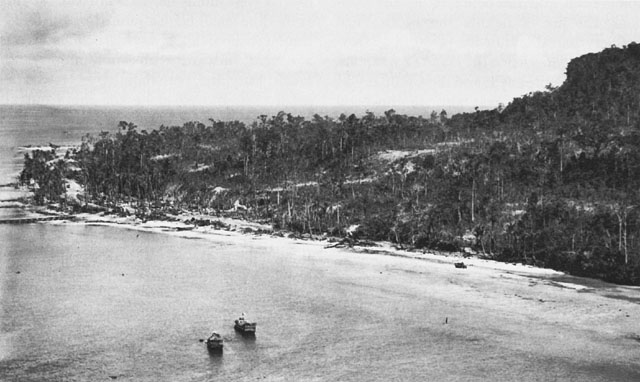
La zona delle East Caves vista dal mare

Mentre il 162nd RCT eliminava la resistenza delle West Caves, dal 19 giugno il 186th RCT era stato impegnato nel ripulire dal nemico le alture a nord della sacca: gli scontri più duri riguardarono il rilievo soprannominato dagli statunitensi The Teardrop ("La Lacrima") dove i giapponesi avevano posto vari nidi di mitragliatrici e postazioni di artiglieria, neutralizzate infine entro il 23 giugno; per il 25 giugno l'area era stata completamente ripulita dal nemico, sebbene le tracce rinvenute indicassero che almeno 200 giapponesi erano riusciti a evadere l'accerchiamento e a fuggire nell'interno dell'isola. Nel frattempo, il 20 giugno il 34th RCT aveva lanciato un attacco in direzione ovest lungo la costa dal perimetro dell'aeroporto di Mokmer: avanzando sul terreno pianeggiante praticamente senza incontrare resistenza, il reggimento occupò in giornata le basi aeree di Borokoe e Sorido abbandonate dai giapponesi, fino a raggiungere una giunzione stradale a circa tre chilometri a nord-ovest del villaggio di Sorido dove fu stabilito un posto di blocco. Piegando verso settentrione, il 26 giugno il 34th occupò postazioni nemiche abbondate lungo una cresta che correva a nord dall'angolo nord-ovest del The Teardrop; muovendo ulteriormente verso nord, il 28 giugno il reggimento si scontrò con gruppi di giapponesi intenti a ritirarsi dalla zona per sfuggire agli accerchiamenti degli statunitensi.
Per il 28 giugno il generale Eichelberger ritenne la situazione a Biak sufficientemente stabilizzata da poter lasciare la conduzione delle ultime operazioni di rastrellamento a Doe e tornare al suo incarico di comandante del I Corps a Hollandia. Tra il 29 e il 30 giugno il 34th RCT continuò con le sue operazioni di rastrellamento sulle alture a nord di Borokoe: furono ancora incontrati gruppi di ostinati giapponesi, ma per la maggior parte si trattava di sbandati poveramente armati e incapaci di opporre seria resistenza. Nel pomeriggio del 30 giugno il 34th RCT fu fatto ripiegare dalla linea del fronte in vista di un suo ritiro dall'isola; il 186th e il 162nd RCT stabilirono quindi un perimetro difensivo sulle alture a nord dei campi di aviazione: per gli statunitensi si trattava ormai di condurre pattugliamenti per impedire che gli sbandati della guarnigione giapponese fuggiti nell'interno potessero riorganizzarsi e tentare qualche attacco suicida alle basi aeree, per quanto i soldati nipponici sopravvissuti alle battaglie di giugno fossero ormai intenti più che altro a nascondersi e a cercare di procurarsi di che vivere nelle foreste del centro dell'isola.
Dopo la caduta delle West Caves, i giapponesi continuavano a tenere due sacche di resistenza a oriente della base aerea di Mokmer: una nelle caverne a nord del villaggio di Mokmer (East Caves) e una sulle alture a settentrione del villaggio di Ibdi (Ibdi Pocket); per quanto i costanti bombardamenti di artiglieria e degli aerei impedissero ai giapponesi qui asserragliati di lanciare attacchi coordinati, questi ultimi riuscivano ancora a tendere imboscate ai convogli statunitensi in marcia lungo la strada costiera tra Mokmer e la testa di ponte a Bosnek e pertanto, una volta messi in sicurezza gli aeroporti, si decise di eliminare le due sacche. Un attacco portato da elementi del 163rd RCT il 13 giugno nella zona delle East Caves si era concluso con l'eliminazione delle postazioni giapponesi più vicine alla strada e con l'identificazione del limite settentrionale della zona tenuta dai nipponici. Tra il 23 e il 24 giugno una serie di devastanti incursioni di bombardieri B-25, che decollavano dalla pista di Mokmer, sembrò aver messo definitivamente a tacere il fuoco nemico proveniente dalla sacca; quando tuttavia il 27 giugno i genieri statunitensi iniziarono la costruzione di un molo davanti al villaggio di Mokmer il loro lavoro fu ancora una volta interrotto dal fuoco di armi leggere e mortai giapponesi proveniente dalle East Caves. Dopo nuovi bombardamenti di artiglieria, il 3 luglio elementi del 163rd RCT e del 542d Engineer Regiment penetrarono nella sacca per un rastrellamento proseguito fino al 6 luglio: furono scovati e uccisi alcuni giapponesi, ma il complesso di grotte venne trovato per gran parte abbandonato; in effetti, il grosso della guarnigione giapponese era riuscito a fuggire dalla sacca già a partire dal 28 giugno frazionato in piccoli gruppi, lasciandosi alle spalle solo pochi sbandati e i feriti. Anche dopo il rastrellamento del 3-6 luglio la zona delle East Caves rimase insicura, e il 15 luglio fu necessario organizzare un nuovo rastrellamento con truppe e carri armati dopo che alcuni avieri australiani avventuratisi nelle caverne erano stati uccisi da sbandati giapponesi; l'azione proseguì fino al 20 luglio, quando l'ultima resistenza nipponica fu eliminata.

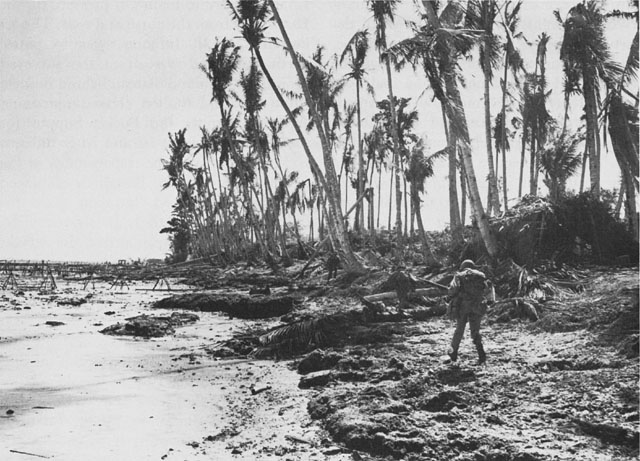
Soldati statunitensi muovono lungo la spiaggia di Biak durante la battaglia

Elementi del 162nd RCT aveva tentato di eliminare la Ibdi Pocket con una serie di attacchi protrattisi dal 1º al 7 giugno, venendo tuttavia respinti dopo duri scontri in mezzo alle alture ricoperte di giungla; in seguito il reggimento era stato spostato nella zona di Mokmer lasciando la responsabilità del contenimento della sacca al 163rd RCT, che con una serie di attacchi condotti tra il 7 e l'11 giugno riuscì a sgombrare le postazioni da cui i giapponesi potevano tenere sotto tiro la strada costiera, riaprendola al traffico statunitense. Tra il 12 e il 20 giugno unità del 163rd RCT eseguirono pattugliamenti in varie zona della sacca, per cercare di individuare le postazioni nascoste in cui i giapponesi continuavano ad asserragliarsi. Un attacco sferrato il 21 giugno da una compagnia del 163rd a una serie di postazioni nemiche individuate nei giorni precedenti fu respinto dal pesante fuoco dei giapponesi, e un'operazione in più grande stile venne tentata il 24 giugno dopo tre giorni di massicci bombardamenti di artiglieria sulla zona: muovendosi lentamente attraverso il sottobosco intricato della giungla e sopra creste di corallo frastagliate e scoscese, l'azione si prolungò fino al 28 giugno portando allo sgombero di gran parte della sacca. In mano ai giapponesi rimase una zona di circa 550 m² nella parte occidentale della vecchia sacca, che fu sottoposta a sistematici e periodici bombardamenti dall'artiglieria e dall'aviazione statunitense: il solo 146th Field Artillery Battalion riversò nella sacca, nel periodo compreso tra il 21 giugno e il 10 luglio, circa 20 000 colpi calibro 105 mm. L'11 luglio un battaglione del 163rd RCT riprese gli attacchi alla sacca, appoggiato dall'artiglieria e da incursioni dei B-24 che sganciavano bombe da 450 chilogrammi; l'azione si concluse il 22 luglio, quando il reggimento comunicò che ogni forma di resistenza organizzata nella sacca era stata schiacciata.

### La fine della battaglia
L'eliminazione della sacca di Ibdi portò alla cessazione della resistenza organizzata giapponese su Biak, ma non alla presenza dei nipponici sull'isola: circa 4 000 militari giapponesi continuavano a nascondersi nelle zone dell'interno, per quanto ormai fossero ridotti più che altro a cercare di sopravvivere. A partire dai primi di luglio, tanto il 186th RCT che il 162nd RCT iniziarono una serie di pattugliamenti offensivi a partire dal perimetro allestito intorno agli aeroporti in direzione delle regioni dell'interno alle spalle della costa orientale dell'isola, uccidendo o disperdendo gruppi di giapponesi che si nascondevano nelle piantagioni dei nativi della zona. Il 2 agosto un battaglione del 163rd sbarcò dal mare nella baia di Korim, circa a metà della costa orientale di Biak, mentre il 7 agosto elementi del 162nd RCT si mossero via terra da Sorido attraverso l'interno dell'isola; le due forze si ricongiunsero il 15 agosto a Wafoerdori nell'interno, tagliando in due l'isola e isolando diversi superstiti giapponesi nella parte sud-orientale di Biak. Sembra che quanto restava del comando della guarnigione avesse ordinato a tutte le truppe giapponesi rimaste di concentrarsi alla baia di Wardo sulla costa occidentale per tentare un contrattacco suicida, ma l'azione venne sventata il 17 agosto quando un battaglione del 186th RCT sbarcò dal mare nella stessa baia di Wardo: ogni tentativo di azioni coordinate fu abbandonato e le ultime unità giapponesi si frazionarono in piccoli gruppi spargendosi per l'interno dell'isola.
Dopo il 17 agosto le azioni su vasta scala a Biak poterono dirsi terminate e il 20 agosto il generale Krueger dichiarò ufficialmente conclusa l'operazione. Unità statunitensi compirono ancora fino ai primi di settembre pattugliamenti lungo la costa occidentale di Biak e nell'angolo sud-orientale dell'isola nel tentativo di spingere gli ultimi giapponesi contro le postazioni del 162nd RCT allestite lungo la strada Sorido-baia di Korim; il 7 settembre invece elementi dell'unità da ricognizione della 41st Division, assistiti da funzionari civili e d'intelligence olandesi per i contatti con la popolazione locale, sbarcarono sulla costa meridionale dell'isola di Soepiori ripulendola poi dai pochi giapponesi rimasti.

## Conseguenze
Originariamente progettata per durare una decina di giorni, la campagna per la presa di Biak si era tradotta in una dura battaglia della durata di quasi tre mesi. Le perdite complessive riportate in combattimento dalla Hurricane Task Force statunitense sono difficili da calcolare con precisione, ma l'analisi di vari rapporti indica che nel periodo compreso tra il 27 maggio e il 20 agosto 1944 le unità dell'United States Army riportarono un totale di circa 400 caduti, 2 150 feriti e 5 dispersi in azione; la maggior parte delle vittime apparteneva ai reggimenti di fanteria della 41st Division, che in totale annoverarono 325 caduti e circa 1 700 feriti; le perdite tra il personale navale della flotta d'appoggio sono indicate invece in 22 morti, 68 feriti e 14 dispersi. Significative furono anche le perdite non legate al combattimento: le strutture mediche della Hurricane Task Force ricoverarono 6 811 militari alleati affetti da malattie tropicali di vario tipo, tra cui 3 500 casi di «febbre di origine non determinata» e 1 000 contagiati in un focolaio di tifo fluviale che causò sette morti; altri 423 militari subirono trattamenti ospedalieri per traumi nervosi e stress da combattimento.
Le perdite della guarnigione nipponica sono anche più difficili da stimare, ma al 20 agosto le forze alleate riferirono di aver rinvenuto i corpi di circa 4 700 giapponesi mentre altri 220 militari furono presi prigionieri; le truppe alleate liberarono anche 600 lavoratori schiavi, in maggioranza indonesiani di Giava o prigionieri dell'India britannica, deportati dai giapponesi su Biak per lavorare alla costruzione degli aeroporti. Non è chiaro che cosa sia successo a quanto restava della guarnigione nipponica dopo il 20 agosto: senza alcuna speranza di essere soccorsi, ai giapponesi non restava altro che arrendersi, essere uccisi nei rastrellamenti degli Alleati, morire di fame o di stenti o suicidarsi.
Entro il 12 luglio 1944, i genieri statunitensi avevano realizzato sull'isola di Owi una pista di volo lunga 2 000 metri, cui se ne aggiunse alla fine di agosto una seconda della stessa lunghezza oltre a più di 6 chilometri di piste di rullaggio e zone pavimentate di parcheggio. Al 1º agosto i genieri avevano poi prolungato l'originaria pista dell'aeroporto di Mokmer fino alla lunghezza di 2 000, estendendo in seguito il complesso con piste di rullaggio e strutture di supporto; anche la pista di Borokoe fu portata a più di 2 000 metri entro il 20 agosto, e la base venne sviluppata come zona di atterraggio per gli aerei da trasporto. Furono poi eseguiti alcuni lavori di ampliamento della pista di Sorido, ma il terreno più difficile da lavorare e la carenza di personale del genio portarono infine all'abbandono del sito. Nessuna delle basi aeree di Biak fu pronta in tempo per appoggiare gli sbarchi anfibi nelle Marianne (l'obiettivo strategico inizialmente fissato), ma ciò nonostante l'isola divenne un'importante base d'appoggio per le successive offensive delle forze di MacArthur in Nuova Guinea, nelle Molucche e nelle Filippine; aerei decollati da Biak appoggiarono la campagna anfibia nelle isole Palau meridionali lanciata alla metà di settembre 1944, mentre la Fifth e la Thirteenth Air Force usarono le basi dell'isola per i loro attacchi strategici alle installazioni giapponesi nelle Indie orientali olandesi e a Mindanao.
Biak fu sviluppata anche come base navale e logistica in vista delle successive operazioni nelle Filippine: al 20 agosto i genieri avevano allestito otto punti d'attracco per i mezzi da sbarco LST sulla costa meridionale di Biak oltre a due moli galleggianti (uno a Biak e uno a Owi) per l'attracco dei mercantili Liberty; furono aperti quasi 20 chilometri di nuove strade su Owi e altri 48 chilometri su Biak, oltre a riadattare al traffico veicolare 35 chilometri di strade preesistenti a Biak; infine, vennero realizzati un ospedale con 400 posti letto e oltre 105 km² di spazi per lo stoccaggio dei materiali. La responsabilità delle strutture logistiche d'appoggio di Biak passò, il 20 agosto, dalla Hurricane Task Force a un comando dedicato, la Base H; nei mesi seguenti, la base avrebbe fornito assistenza a circa 70 000 truppe alleate di terra e dell'aria.
Per quanto, dopo due anni e mezzo di guerra, gli statunitensi fossero ormai abituati alla resistenza fanatica messa in atto dai giapponesi, i combattimenti su Biak furono una sinistra anticipazione di quanto avrebbero dovuto affrontare, su scala molto più ampia, nei mesi seguenti: scene simili a quanto visto sulle alture di Biak, con i soldati statunitensi costretti a snidare uno per uno i difensori giapponesi nascosti in profonde strutture fortificate in caverna, si ripeterono quasi identiche durante la battaglia di Peleliu nelle Palau dal settembre al novembre 1944, per poi riproporsi ancora durante le vaste battaglie di Iwo Jima e di Okinawa nel 1945.